# Kindlers Universitäts Bibliothek
Kindlers Universitäts Bibliothek (World University Library) war eine Buchreihe, welche zwischen 1966 und 1975 vom Münchener Kindler Verlag veröffentlicht wurde.
Nach einer Idee von Helmut Kindler erschienen alle Bände diese Reihe parallel in englischer französischer, niederländischer, schwedischer und spanischer Sprache.
Diese Reihe umfasst circa 70 Bände mit einem Umfang zwischen 200 und 300 Seiten. Den Herausgebern Hans-Geert Falkenberg und Kurt Fassmann stand ein wissenschaftlicher Beirat zur Seite; die Redaktion leitete Rolf Geisler.

## Ausgaben
1. Ronald Hingley: Von Puschkin bis Tolstoi. Eine Literatursoziologie. 1967.
2. Hans Heinz Stuckenschmidt: Musik des 20. Jahrhunderts. 1969.
3. Gunnar Thorson: Erforschung des Meeres. Eine Bestandsaufnahme. 1972.
4. Jean Georges Baer: Tierparasiten. Anpassung, Umwelt, Entwicklung. 1972, ISBN 3-463-15569-9.
5. Jeffrey A. Gray: Angst und Streß. Entstehung und Überwindung von Neurosen und Frustrationen. 1971, ISBN 3-463-15567-2.
6. Pierre Huard: Chinesische Medizin. 1973.
7. Évry Schatzman: Die Grenzen der Unendlichkeit. Struktur des Universums. 1968.
8. José Luis Sampedro: Triebkräfte der Weltwirtschaft. 1967.
9. Edward A. Wrigley: Bevölkerungsstruktur im Wandel. Methoden und Ergebnisse der Demographie. 1969.
10. Philippe Wolff: Sprachen, die wir sprechen. Ihre Entstehung aus dem Latein und Germanischen; von 100–1500 n. Chr. 1971, ISBN 3-463-15568-0.
11. Heinz S. Wolff: Technik in der medizinischen Praxis. 1970.
12. Charles Wilson: Die Früchte der Freiheit. Holland und die europäische Kultur des 17. Jahrhunderts. 1968.
13. Bryan R. Wilson: Religiöse Sekten. 1970.
14. John Willett: Expressionismus. 1970.
15. Wolf Wickler: Mimikry. Nachahmung und Täuschung in der Natur. 1968.
16. Martin Wells: Wunder primitiven Lebens. Organisation und Leistung niederer Tiere. 1968.
17. Daniel Waley: Die italienischen Stadtstaaten. 1969.
18. John Vaizey: Bildung in der modernen Welt. 1967.
19. Peter Ucko: Felsbildkunst Paläolithikum. 1967.
20. Jan Tinbergen: Modelle zur Wirtschaftsplanung. 1967.
21. Evelyn Sullerot: Die Frau in der modernen Gesellschaft. 1971.
22. John A. Ratcliffe: Sonne, Erde, Radio. Die Erforschung der Ionensphäre. 1970.
23. Magnus Pyke: Brot für vier Milliarden. Probleme der Welternährung. 1970.
24. Raymond Picard: Von LaFontaine bis Rousseau. Kritische Modelle zur französischen Literatur. 1970.
25. Robert C. North: Der chinesische Kommunismus. 1966.
26. Gisela Nass: Moleküle des Lebens. Ein Grundriß der Molekularbiologie. 1970.
27. Philippe Muller: Die Entwicklung des Kindes. 1969,
28. Kurt Mendelssohn: Die Suche nach dem absoluten Nullpunkt. 1966.
29. Jacques Maquet: Herrschafts- und Gesellschaftsstrukturen in Afrika. 1971.
30. Lucy Mair: Magie im schwarzen Erdteil. 1969.
31. Stefan Tschudi Madsen: Jugendstil. Europäische Kunst der Jahrhundertwende. 1967.
32. Donald Longmore: Forschungsobjekt Herz. Funktion, Krankheit und Heilung. 1971.
33. Pedro Laín Entralgo: Arzt und Patient. Zwischenmenschliche Beziehungen in der Geschichte der Medizin. 1969.
34. Björn Kurtén: Die Welt der Dinosaurier. 1968.
35. Jürgen Kuczynski: Das Entstehen der Arbeiterklasse. 1967.
36. David Knowles: Geschichte des christlichen Mönchtums. Benediktiner, Zisterzienser, Kartäuser. 1969.
37. Walter A. Kaufmann: Entscheidungstechnik im Management. Modelle für menschliches Handeln. 1968.
38. Michael C. Kaser: Wirtschaftspolitik der Sowjetunion. Ideologie und Praxis. 1970.
39. Henry Kamen: Intoleranz und Toleranz zwischen Reformation und Aufklärung. 1967.
40. John L. Jolley: Informationshandlung. Einführung und Praxis der Datenverarbeitung 1968.
41. Roger Hood: Kriminalität. Verbrechen, Rechtsprechung, Strafvollzug. 1970 (zusammen mit Richard Sparks).
42. Matthew J. Hodgart: Die Satire. 1969.
43. Abraham Cornelis van Heel: Was ist Licht?. 1968.
44. Peter Geoffrey Hall: Weltstädte. 1966.
45. Richard Gregory: Auge und Gehirn. Zur Psychophysiologie des Sehens. 1966.
46. Raymond Greene: Steuerungsvorgänge im menschlichen Organismus. Aufbau und Funktion der Hormone. 1970.
47. Robert Gouirau: Elementarteilchen und Beschleuniger. 1967.
48. Lucien Gérardin: Natur als Vorbild. 1968.
49. Francesco Gabrieli: Mohammed und die arabische Welt. 1968.
50. Hans Freudenthal: Mathematik in Wissenschaft und Alltag. 1968.
51. William G. Grieve Forrest: Wege zur hellenischen Demokratie. Staatsdenken in politischer Wirklichkeit, 800–400 v. Chr. 1966.
52. Hermann Flohn: Vom Regenmacher zum Wettersatelliten. 1968.
53. Otto G. Edholm: Probleme der Arbeitswissenschaft. Eine Einführung in die Ergonomie. 1967.
54. Samuel Dresden: Humanismus und Renaissance. 1968.
55. Rémy Chauvin: Die Welt der Insekten. 1967.
56. Jean Émile Charon: Geschichte der Kosmologie. 1970.
57. David Caute: Die Linken in Europa. 1966.
58. André Cailleux: Der unbekannte Planet. Anatomie der Erde. 1968.
59. Roger Buvat: Die Organisation des Lebendigen. Das pflanzliche Protoplasma. 1969.
60. David Briggs: Die Abstammung der Pflanzen. Evolution und Variation bei Blütenpflanzen. 1969.
61. Jacques Boussard: Die Entstehung des Abendlandes. Kulturgeschichte der Karolingerzeit. 1968.
62. François Bordes: Faustkeil und Mammut. Die Altsteinzeit. 1968.
63. François Bodin: Gifte. Vorkommen, Wirkung, Bekämpfung. 1970.
64. Jagdish Bhagwati: Wirtschaftsprobleme der Entwicklungsländer. 1966.
65. Arnold H. Beck: Worte und Wellen. Geschichte und Technik der Nachrichtenübermittlung. 1967.
66. John Percy Vyvian Dacre Balsdon: Das römische Weltreich. 1970.
67. Karl Otmar von Aretin: Papsttum und moderne Welt. 1970.
68. José Luis López-Aranguren: Soziologie der Kommunikation. 1967.
69. João Andrade e Silva: Wellen und Teilchen. Einführung in die Quantenmechanik. 1969 (zusammen mit Georges Lochak).